# Anillos de oro
Anillos de oro es una serie española de televisión, de 13 episodios, dirigida por Pedro Masó y escrita por la guionista y actriz Ana Diosdado. La música de la serie fue compuesta por Antón García Abril. La serie también se llegó a emitir en algunos países de Hispanoamérica como por ejemplo México, Argentina, Uruguay, Venezuela  o Nicaragua.

## Contexto
La serie, estrenada en Televisión Española el 7 de octubre de 1983, se escribió y rodó poco después de que en España se aprobase una reforma del Código Civil por la cual se introducía en la legislación del país la figura del divorcio. Se abordan también otras cuestiones delicadas en el momento como el adulterio, la homosexualidad o el aborto.
Anillos de oro pretende ser un reflejo de esa realidad social de la España de principios de la década de los años ochenta del siglo XX, con sus contradicciones y sus esperanzas.

## Argumento
Lola es una abogada madura que decide retomar su carrera profesional tras unos años apartada del ejercicio para cuidar de sus hijos Sonia, Dani y Pepa. Para ello se asocia con Ramón, un amigo de su marido Enrique, y se especializan en causas matrimoniales. Para llevar a cabo su actividad, alquilan un piso en el centro de Madrid, propiedad de la anciana Doña Trini, tras el fallecimiento de la hermana de ésta que oponía resistencia a permitir que en su propiedad se tramitaran causas de divorcio (si bien estaba dispuesta a permitir, en un equívoco inicial, que Lola ejerciese la prostitución).
En sucesivos episodios los variopintos clientes desfilarán por el bufete. Ramón y Lola serán testigos de situaciones dramáticas, a veces rocambolescas, y vidas destrozadas. Tiempo después, y tras el fallecimiento de Enrique, Ramón decide instalarse durante una etapa en Nueva York.

## Reparto
- Ana Diosdado ... Lola
- Imanol Arias ... Ramón
- Aurora Redondo ... Doña Trini
- Xabier Elorriaga ... Enrique
- Nina Ferrer ... Sonia
- Antonio Vico ... Dani
- Pep Munné ... Carlos
- Helena Carbajosa ... Pepa

## Premios y candidaturas
Premios TP de Oro 1983
| Categoría            | Persona              | Resultado |
| -------------------- | -------------------- | --------- |
| Mejor serie nacional | Mejor serie nacional | Ganadora  |
| Mejor actor          | Imanol Arias         | Ganador   |
| Mejor actriz         | Ana Diosdado         | Ganadora  |

Fotogramas de Plata 1983
| Categoría                      | Persona                              | Resultado                    |
| ------------------------------ | ------------------------------------ | ---------------------------- |
| Mejor intérprete de televisión | Imanol Arias Ana Diosdado Ana Marzoa | Candidato Ganadora Candidata |

## Episodios
| - Cuestión de principios - Amelia de la Torre - Josefina de la Torre - Mery Leyva - Elisenda Ribas - Luisa Sala - Jesús Guzmán - Una pareja - Ana Obregón - Paula Sebastián - Luis Suárez - A corazón abierto - Héctor Alterio - Francisco Cecilio - Fernando Delgado - Paula Martel - Ana Torrent - María Vico - Una hermosa fachada - Juan Luis Galiardo - María Kosty - Carmen Martínez Sierra - Mónica Randall - Susi Sánchez | - Tiempo feliz de caramelo - Carmen Elías - Emma Ozores - José María Rodero - El país de las maravillas - Luis Barbero - Luis Escobar - María Isbert - Ana Marzoa - José María Pou - Miguel Rellán - Manuel Tejada - A pescar y a ver al duque - Mercedes Borqué - Queta Claver - Margot Cottens - Rosalía Dans - Tony Isbert - Juan Carlos Naya - Diana Salcedo - Cuando se dan mal las cartas - José Bódalo - Carla Duval - Jesús Enguita - María Luisa Ponte | - Retrato en sepia - José María Caffarel - Alejandra Grepi - Lola Lemos - Isabel Luque - Paco Valladares - Sorprendente y mágico - Eduardo MacGregor - Adriana Vega - Todo un caballero - María Asquerino - Eduardo Calvo - Alberto Closas - Conchita Goyanes - Amparo Larrañaga - Mari Carmen Prendes - Elvira Quintillá - Dejad que vuelen los pájaros - Ángel Alcázar - Claudia Gravy - ¿Por qué has tenido que hacerme esto? - Agustín González - Isabel Mestres |